# Multifunction Advanced Data Link
Multifunction Advanced Data Link (MADL) – opracowany dla samolotów F-35 Lightning II system łączności, umożliwiający dzielenie się pełnym zakresem informacji taktycznych i operacyjnych między samolotami wchodzącymi w skład grupy bojowej w locie. W przeciwieństwie do tradycyjnych lotniczych systemów łączności, jak Link 16, MADL umożliwia przekazywanie informacji w pełnym zakresie i jakości fuzji informacji do wszystkich uczestników grupy.
Dane te obejmują lokalnie wyprowadzony stan toru celu, kowariancję toru, historię pomiaru sygnatury celów, historię częstotliwości radiowej i inne metadane powiązane z każdym torem.  MADL zapewnia też bezpieczniejszy transfer danych niż zapewniany przez Link 16. Od 2016 przeprowadzano udane testy wykorzystania transmisji danych z fuzji sensorów F-35 za pomocą MADL do okrętów wyposażonych w system AEGIS Baseline 9, co otwiera drogę do współpracy między F-35 i okrętami, a potencjalnie także do innych odbiorców informacji taktycznych.